# Acromycter
Acromycter és un gènere de peixos pertanyent a la família dels còngrids i a l'ordre dels anguil·liformes.

## Taxonomia
- Acromycter alcocki (Gilbert & Cramer, 1897)[5]
- Acromycter atlanticus (Smith, 1989)[6]
- Acromycter longipectoralis (Karmóvskaia, 2004)[7]
- Acromycter nezumi (Asano, 1958)[8]
- Acromycter perturbator (Parr, 1932)[9][10][11][12][13][14]

## Distribució geogràfica
Es troba al Pacífic nord-occidental (el Japó), el Pacífic occidental (Nova Caledònia), el Pacífic oriental central (les illes Hawaii) i l'Atlàntic occidental central (els Estats Units, les illes Bahames, Puerto Rico i Nicaragua).